# RIM-162 Evolved Sea Sparrow Missile
Die RIM-162 Evolved Sea Sparrow Missile (ESSM) ist eine schiffgestützte Flugabwehrrakete mittlerer Reichweite. Sie wird primär von dem US-Konzern Raytheon produziert, wobei elf weitere Staaten an der Entwicklung beteiligt waren (siehe unten).

## Entwicklung
Die ESSM wurde entwickelt, um das System RIM-7 Sea Sparrow zu ersetzen, das moderne Seezielflugkörper nur bedingt bekämpfen kann. Zu den aufkommenden Bedrohungen zählten vor allem sowjetische Entwicklungen auf diesem Gebiet, wie zum Beispiel die SS-N-22 Sunburn oder die SS-N-26 Strobile, die sehr tief und überschallschnell fliegen, starke Manöver durchführen können und über begrenzte EloGM-Kapazitäten verfügen. Allerdings sollte die Umrüstung auch möglichst ohne große Modifikationen an vorhandener Hardware durchgeführt werden, so dass man sich dazu entschied, Teile der Lenkelektronik, des Antriebs und des Gefechtskopfes von der RIM-7P zu übernehmen und diese anschließend umfassend zu modernisieren. Viele Komponenten wurden jedoch auch vollständig neu entwickelt, zum Beispiel die Zelle oder der Näherungszünder. Trotz dieser Änderungen kann die ESSM schnell in ein bereits vorhandenes RIM-7-System integriert werden, da sie mit dessen Start- und Feuerleitsystemen kompatibel ist. Lediglich ein Software-Update und geringfügige Modifikationen am Lenkwaffenstarter sind für die Integration nötig.
Die Konzeptphase für die ESSM begann 1988 und wurde von Hughes und Raytheon dominiert. Als Hughes 1995 die Ausschreibung der US Navy gewann, ging das Unternehmen ein Joint Venture mit Raytheon ein, wobei es zwei Jahre später von letzterem übernommen wurde. Die ersten Tests wurden im Jahre 1997 durchgeführt. Man begann mit einfachen Flugtests und beendete die Erprobungsphase mit mehreren erfolgreichen Abschüssen von stark manövrierenden, tieffliegenden und überschallschnellen Testzielen. Das erste Serienmodell wurde 2002 an die US Navy ausgeliefert und im folgenden Jahr wurde das System in Dienst gestellt. Die Serienfertigung begann im Januar 2004 und bis August 2012 wurden über 2000 Lenkwaffen ausgeliefert. Im Frühjahr 2009 wurde erfolgreich eine kampfwertgesteigerte Variante getestet, die über ein neues Lenksystem verfügt und eine höhere Abschusswahrscheinlichkeit bieten soll.

## Technik
Obwohl die ESSM auf der RIM-7P Sea Sparrow basiert, handelt es sich um eine fast völlig neue Lenkwaffe. Lediglich der Gefechtskopf wurde nahezu unverändert übernommen, allerdings ohne den ursprünglichen Annäherungszünder. Für die Flugsteuerung sind vier Kontrollflächen am Heck und die Schubvektorsteuerung zuständig, wodurch die Rakete ein sehr hohes Maß an Wendigkeit aufweist und aufgrund ihrer verstärkten Flugzelle Manöver mit bis zu 50 g durchführen kann. Des Weiteren liefern die Lagekontrollsysteme bereits unmittelbar nach dem Start zuverlässige Daten, wodurch eine sehr geringe Mindestreichweite erzielt werden kann. Zur Lenkung wird hauptsächlich ein semi-aktives Radarsystem eingesetzt. Da die Rakete jedoch zusätzlich über ein inertiales Navigationssystem und einen Datenlink verfügt, ist eine Radarbeleuchtung des Zieles nur in den letzten Sekunden des Fluges nötig. Dieses Verfahren macht es im Falle eines Angriffes möglich, eine große Anzahl von Lenkwaffen zu starten und auf Abfangkurs zu bringen, selbst wenn nicht genügend Feuerleitkanäle zu deren Lenkung verfügbar sind. Die ESSM kann durch eine Vielzahl von Feuerleitradaren gesteuert werden (siehe unten). Diese müssen entweder im S-Band (2–4 GHz) oder im X-Band (7–12 GHz) arbeiten, wobei der Suchkopf auch beide Frequenzbänder gleichzeitig zur Zielführung nutzen kann. Dadurch weist das System, kombiniert mit dem HOJ-Modus, eine sehr hohe Störresistenz auf. Darüber hinaus kann das System nun auch Oberflächenziele und sehr langsame Ziele wie Hubschrauber zuverlässig erfassen und bekämpfen.

## Plattformen

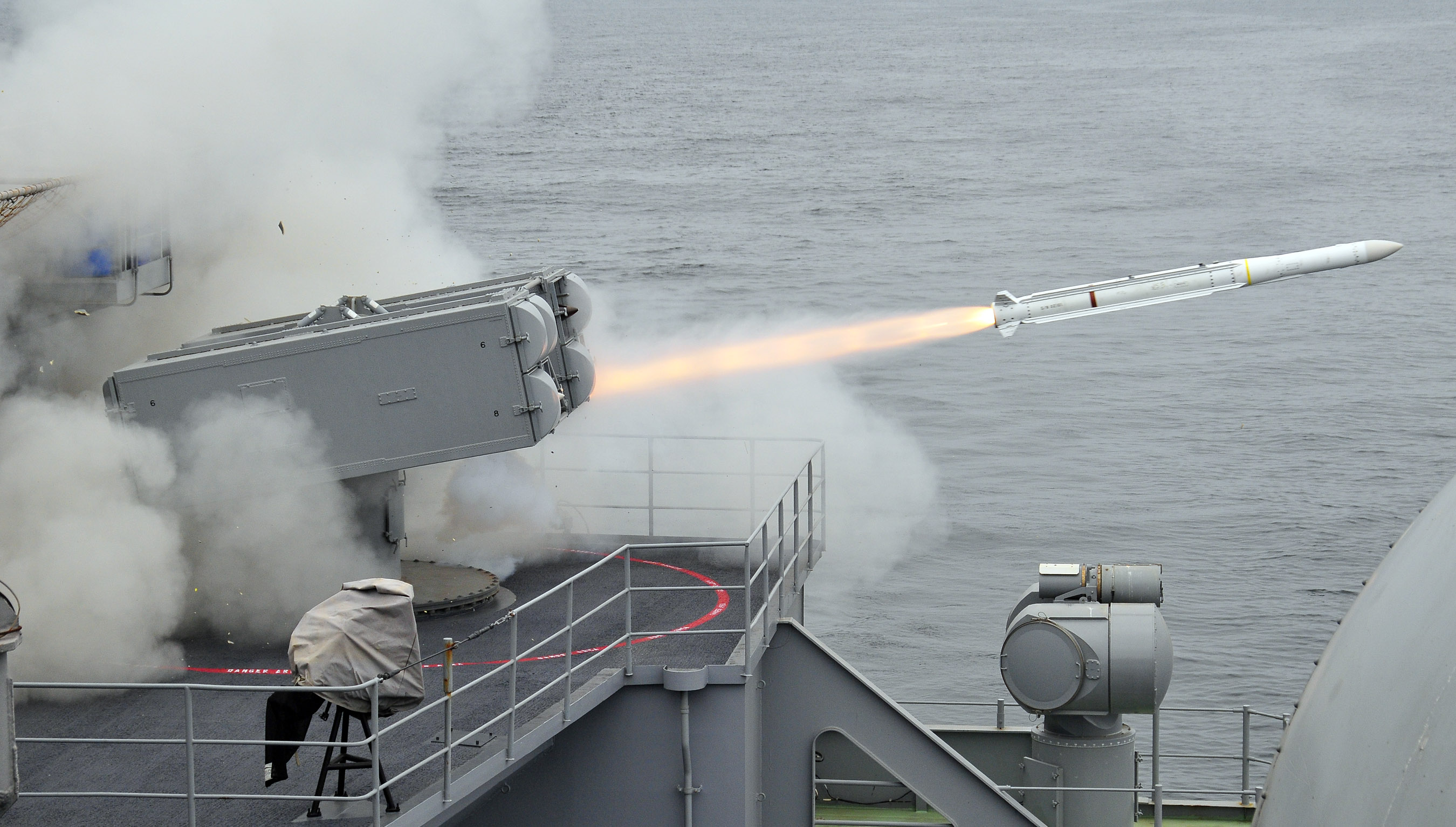
Start einer RIM-162 von einem Mk 29-Starter an Bord der USS Carl Vinson, Juli 2010

Die ESSM wurde entworfen, um auf möglichst vielen Plattformen eingesetzt werden zu können. Eine solche Plattform muss zum einen über ein passendes Feuerleitradar verfügen, zum anderen auch über einen geeigneten Lenkwaffenstarter. Im Folgenden sind die jeweiligen Systeme aufgelistet:
| - AN/SPY-1 - APAR - AN/SPG-60 - Mk-95 (Feuerleitradar für RIM-7) - Saab Ceros 200 - SMART-L (nur Zielerfassung) - APAR Block 2 | - Mk 29 (Starter für RIM-7; eine Rakete pro Rohr) - Mk 48 VLS (eine Rakete pro Rohr) - Mk 56 VLS (zwei Raketen pro Rohr) - Mk 41 VLS (verwendet z. B. auf Aegis-Schiffen; vier Raketen pro Rohr) - Mk 57 VLS (verwendet auf Schiffen der Zumwalt-Klasse; vier Raketen pro Rohr) |

## Beteiligte Staaten
Im Rahmen des NATO SEASPARROW Project Office (NSPO) waren folgende Staaten ebenfalls an der Entwicklung beteiligt:
- Australien
- Belgien
- Dänemark
- Deutschland
- Griechenland
- Kanada
- Niederlande
- Norwegen
- Portugal
- Spanien
- Türkei

Viele dieser Nationen nutzen die ESSM inzwischen als primäre Luftabwehrrakete für ihre neuen Kriegsschiffe, da sie erheblich kompakter und leichter ist als die Standard Missile 2. Weitere Nutzer außerhalb des Konsortiums sind:
- Japan
- Neuseeland
- Südafrika
- Vereinigte Arabische Emirate

## Technische Daten

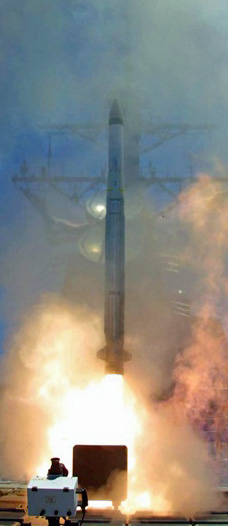
RIM-162-Start aus einem VLS Mk 41

| Kenngröße           | Daten                                   |
| ------------------- | --------------------------------------- |
| Länge:              | 3,66 m                                  |
| Durchmesser:        | 20,3 cm                                 |
| Spannweite:         | 1,00 m                                  |
| Gewicht:            | 280 kg                                  |
| Antrieb:            | Feststoffrakete Mk 58, Dual-Schub       |
| Geschwindigkeit:    | > Mach 4                                |
| g-Limit:            | 50 g                                    |
| Max. Reichweite:    | > 50 km                                 |
| Min. Reichweite:    | 1500 m                                  |
| Lenkung:            | semi-aktiv, home-on-jam, Datenlink, INS |
| Gefechtskopf:       | 39,5-kg-Splittersprengkopf              |
| Zündung:            | Näherungs- und Aufschlagzünder          |
| Vernichtungsradius: | ca. 8 m                                 |

## Weiterentwicklung
In einem Memorandum of Understanding wurde Ende 2014 von dreizehn Nationen, darunter Deutschland, eine Weiterentwicklung der ESSM auf den Stand Block 2 beschlossen. Der Entwicklungsvertrag hierzu wurde mit dem US-Hersteller Raytheon 2015 abgeschlossen, die Industrien der Partnernationen sind als Unterauftragnehmer teilweise an der Entwicklung beteiligt. Wesentliche Neuerungen sollen durch den Einsatz eines neuen Radarsuchkopfes erreicht werden, der eine aktive und halbaktive Zielsuche ermöglichen soll. Zur Risikominimierung soll hierbei auf bereits eingeführte Komponenten zurückgegriffen werden.

## Vergleichbare Systeme
- SA-N-6 Grumble
- SA-N-7 Gadfly
- SA-N-12 Grizzly
- Aster 15
- S-350 Vityaz

## Verweise